# Metoda Parkesa
Metoda Parkesa – przemysłowy proces pirometalurgiczny przeprowadzany w celu rozdzielenia srebra od ołowiu, podczas produkcji bulionu. Jest to przykład ekstrakcji typu ciecz-ciecz.
Proces wykorzystuje specyficzne właściwości ciekłego cynku. Pierwszą z nich jest to, że cynk nie tworzy roztworu ciekłego z ołowiem, a drugą, że srebro jest 300 razy bardziej rozpuszczalne w cynku niż w ołowiu. Po dodaniu cynku do płynnego ołowiu zawierającego domieszki srebra, cząsteczki srebra migrują do cynku. Ciekły cynk, jako lżejszy, pozostaje w postaci oddzielnej warstwy, łatwo ją zebrać. Roztwór cynk-srebro jest następnie podgrzewany do temperatury, w której cynk odparowuje, pozostawiając niemal czyste srebro. Jeśli w ciekłym ołowiu występują związki złota, także mogą one zostać wyizolowane za pomocą tego samego procesu. Proces ten został opatentowany przez Aleksandra Parkesa w 1850.